# Востров (Гомельський район)
Востров (біл. Востраў) — селище в Поколюбицькій сільській раді Гомельського району Гомельської області Республіки Білорусь.

## Географія

### Розташування
За 9 км на північ від Гомеля.

## Транспортна мережа
Автошлях пов'язує село з Гомелем. Планування складається з прямолінійної та криволінійної вулиць, забудованих переважно двосторонньо дерев'яними будинками садибного типу.

## Історія
Засноване на початку XX століття переселенцями із сусідніх сіл. У 1926 році у Лопатинській сільській раді Гомельського району Гомельського округу. 1931 року жителі вступили до колгоспу. У 1962 році до селища приєднано селище Новики. У складі колективно-пайового господарства «Лопатинское» (центр — село Лопатине).

## Населення

### Чисельність
- 2009 — 199 мешканців[2].